# ジェイコム千葉
株式会社ジェイコム千葉（ジェイコムちば）は、千葉県浦安市に本社を置き、ケーブルテレビ（同時再放送、自主放送）と電気通信事業（インターネット接続、IP電話）を主たる業務とし、有線一般放送（ケーブルテレビ局）を運営する一般放送事業者および電気通信事業者である。
JCOM株式会社（J:COM）の連結子会社であり、会社呼称は「J:COM 千葉」である。

## 沿革
- 1986年（昭和61年）
  - 7月15日 - 株式会社ケーブルネットワークやちよが設立。
  - 9月19日 - 株式会社木更津ケーブルテレビが設立。
- 1988年（昭和63年）1月21日 - 株式会社スーパーネットワークユーとして設立。
- 2005年（平成17年）4月1日 - スーパーネットワークユーが、ケーブルネットワークやちよ、および木更津ケーブルテレビを吸収合併し、商号を株式会社ジェイコム千葉に変更。
- 2011年（平成23年）
  - 2月28日 - 木更津エリアで、地上放送の暫定的「デジアナ変換」を提供開始。
  - 3月3日 - YY八千代エリアで、地上放送の暫定的「デジアナ変換」を提供開始。
  - 6月20日 - 浦安エリアで、地上放送の暫定的「デジアナ変換」を提供開始[注 1]。
  - 10月27日 - インターネット接続サービス「J:COM NET」のインターネットサービスプロバイダブランドを『ZAQ』に変更[1]。
- 2015年（平成27年）
  - 2月23日 - 浦安エリアにおいて、地上放送の暫定的「デジアナ変換」を終了。
  - 2月25日 - YY八千代エリアにおいて、地上放送の暫定的「デジアナ変換」を終了。
  - 3月19日 - 木更津エリアにおいて、地上放送の暫定的「デジアナ変換」を終了。
- 2018年（平成30年）
  - 1月1日 - 株式会社ジェイコム船橋習志野を吸収合併[2]。
  - 2月8日 - YY船橋習志野（船橋・習志野）エリアで「J:COM NET 1Gコース」の提供開始[3]。
- 2019年（平成31年）
  - 4月1日 - 株式会社ジェイコム市川、株式会社ジェイコム千葉セントラルおよび株式会社ジェイコム東葛葛飾を吸収合併[4]。
  - 6月1日 - 株式会社ジェイコムイーストより東関東局を承継[4]。
- 2023年（令和5年）7月1日 - 株式会社千葉ニュータウンセンターから「らーばんねっと」の事業を譲受[5]。

## 事業所
本社
- 本社（北緯35度38分55.3秒 東経139度54分45.6秒 / 北緯35.648694度 東経139.912667度座標: 北緯35度38分55.3秒 東経139度54分45.6秒 / 北緯35.648694度 東経139.912667度）
  - 千葉県浦安市入船1丁目5番2号　プライムタワー新浦安 17階

事務所
- 船橋営業事務所（北緯35度41分5.3秒 東経139度59分33.5秒 / 北緯35.684806度 東経139.992639度）
  - 千葉県船橋市浜町2丁目1番1号　ららぽーと三井ビルディング 12階
- 木更津営業事務所（北緯35度22分45.4秒 東経139度55分51.7秒 / 北緯35.379278度 東経139.931028度）
  - 千葉県木更津市大和2丁目7番15号
- 市川浦安営業事務所（北緯35度38分55.3秒 東経139度54分45.6秒 / 北緯35.648694度 東経139.912667度）
  - 千葉県市川市南八幡4丁目17番8号　コスモス本八幡ビル
- 千葉営業事務所（北緯35度36分8.6秒 東経140度6分40.3秒 / 北緯35.602389度 東経140.111194度）
  - 千葉県千葉市中央区問屋町1番35号　千葉ポートサイドタワー
- 松戸営業事務所（北緯35度49分32.5秒 東経139度54分54秒 / 北緯35.825694度 東経139.91500度）
  - 千葉県松戸市新松戸3丁目33番地
- 柏営業事務所（北緯35度50分38.4秒 東経139度58分47.7秒 / 北緯35.844000度 東経139.979917度）
  - 千葉県柏市名戸ケ谷900番地の1
- らーばんねっと営業事務所（北緯35度48分28.09秒 東経140度7分14.28秒 / 北緯35.8078028度 東経140.1206333度）
  - 千葉県印西市大塚1丁目9番地

## 提供区域内自治体

### J:COM YY船橋習志野
- 千葉県
  - 千葉市
    - 美浜区、花見川区

  - 船橋市、習志野市、八千代市

### J:COM 木更津
- 千葉県
  - 木更津市、君津市、袖ケ浦市、富津市

### J:COM 市川・浦安
- 千葉県
  - 市川市、浦安市

### J:COM 千葉セントラル
- 千葉県
  - 千葉市
    - 稲毛区、中央区、花見川区、緑区、美浜区、若葉区

### J:COM 東葛・葛飾
- 東葛エリア
  - 千葉県
    - 流山市、野田市、松戸市
- 葛飾エリア
  - 東京都
    - 葛飾区

### J:COM 東関東
- 千葉県
  - 柏市、我孫子市、鎌ケ谷市、野田市、白井市

### らーばんねっとセンター
- 千葉県
  - 印西市、白井市、船橋市

## 業務内容
- 2019年（平成31年）4月1日現在。

統一サービス
1. J:COM TV（テレビ放送サービス[注 2]）
  1. 双方向機能（STBインターネット接続サービス）
  2. インタラクTV（STBテレビ向け情報サービス）
  3. ナビシェル（STB向けご案内画面サービス）
  4. J:COMオンデマンド（VODサービス）
  5. リモート録画予約（番組録画予約）
  6. ジェイコム マガジン（番組ガイド誌）
  7. J:COMチャンネル（第一コミュニティチャンネル）
  8. J:COMテレビ（第二コミュニティチャンネル）
2. J:COM NET（インターネット接続サービス）
  1. ZAQ（インターネットサービスプロバイダ）
  2. J:COM WiMAX 2+（4G（WiMAX）サービス[注 3]）
3. J:COM PHONE（固定電話（CATV電話）サービス）
  1. J:COM PHONE プラス（VoIP方式（プライマリ電話）サービス）[注 4]）
4. J:COM 電力
5. J:COM MOBILE（4G（LTE）サービス[注 5]）

付加サービス
- J:COM 緊急地震速報

### J:COM TV

#### 地上デジタル放送・FMラジオ
- J:COM YY船橋習志野

- J:COM 木更津

- J:COM 市川・浦安

- J:COM 千葉セントラル

- J:COM 東葛・葛飾

- J:COM 東関東

- らーばんねっとセンター

## コミュニティチャンネル
- J:COM YY船橋習志野

- J:COM 木更津

- J:COM 市川・浦安

- J:COM 千葉セントラル

- J:COM 東葛・葛飾

- J:COM 東関東

- らーばんねっとセンター